# روبرتو لوبو
روبرتو لوبو (بالبرتغالية: Roberto Leal Lobo e Silva Filho‏) هو عالم برازيلي، ولد في 4 سبتمبر 1938 في ريو دي جانيرو في البرازيل.